# 18-й меридіан західної довготи
18-й меридіан західної довготи — лінія довготи, що лежить на 18 градусів західніше Гринвіцького меридіана. Вона проходить від Північного полюса через Північний Льодовитий океан, Гренландію, Ісландію, Атлантичний океан, Південний океан та Антарктиду до Південного полюса.
18-й меридіан західної довготи формує велике коло разом із 162-тим меридіаном східної довготи.

## Список географічних об'єктів, що перетинає 18° зх. д.
Починаючи на Північному полюсі та рухаючись до Південного полюса, 18-й меридіан західної довготи проходить через:
| Координати                                                 | Країна, територія або море | Примітки                                                                          |
| ---------------------------------------------------------- | -------------------------- | --------------------------------------------------------------------------------- |
| 90°0′ пн. ш. 18°0′ зх. д. / 90.000° пн. ш. 18.000° зх. д.  | Північний Льодовитий океан |                                                                                   |
| 82°8′ пн. ш. 18°0′ зх. д. / 82.133° пн. ш. 18.000° зх. д.  | Гренландія                 | Проходить через острови Принцеси Маргарити[en], Принцеси Дагмар[en] та Гренландія |
| 79°41′ пн. ш. 18°0′ зх. д. / 79.683° пн. ш. 18.000° зх. д. | Атлантичний океан          | Гренландське море                                                                 |
| 78°47′ пн. ш. 18°0′ зх. д. / 78.783° пн. ш. 18.000° зх. д. | Гренландія                 | Проходить через острів Бурбон                                                     |
| 78°44′ пн. ш. 18°0′ зх. д. / 78.733° пн. ш. 18.000° зх. д. | Атлантичний океан          | Гренландське море                                                                 |
| 77°46′ пн. ш. 18°0′ зх. д. / 77.767° пн. ш. 18.000° зх. д. | Гренландія                 | Проходить через острів Іль-де-Франс                                               |
| 77°37′ пн. ш. 18°0′ зх. д. / 77.617° пн. ш. 18.000° зх. д. | Атлантичний океан          | Гренландське море                                                                 |
| 75°24′ пн. ш. 18°0′ зх. д. / 75.400° пн. ш. 18.000° зх. д. | Гренландія                 | Проходить через острів Шеннон                                                     |
| 75°1′ пн. ш. 18°0′ зх. д. / 75.017° пн. ш. 18.000° зх. д.  | Атлантичний океан          | Гренландське море                                                                 |
| 66°33′ пн. ш. 18°0′ зх. д. / 66.550° пн. ш. 18.000° зх. д. | Ісландія                   | Проходить через острів Ґрімсей                                                    |
| 66°31′ пн. ш. 18°0′ зх. д. / 66.517° пн. ш. 18.000° зх. д. | Атлантичний океан          |                                                                                   |
| 66°9′ пн. ш. 18°0′ зх. д. / 66.150° пн. ш. 18.000° зх. д.  | Ісландія                   | Проходить через острів Ісландія                                                   |
| 63°31′ пн. ш. 18°0′ зх. д. / 63.517° пн. ш. 18.000° зх. д. | Атлантичний океан          |                                                                                   |
| 28°46′ пн. ш. 18°0′ зх. д. / 28.767° пн. ш. 18.000° зх. д. | Іспанія                    | Проходить через острів Ла-Пальма                                                  |
| 28°45′ пн. ш. 18°0′ зх. д. / 28.750° пн. ш. 18.000° зх. д. | Атлантичний океан          |                                                                                   |
| 27°48′ пн. ш. 18°0′ зх. д. / 27.800° пн. ш. 18.000° зх. д. | Іспанія                    | Проходить через острів Ієрро                                                      |
| 27°38′ пн. ш. 18°0′ зх. д. / 27.633° пн. ш. 18.000° зх. д. | Атлантичний океан          |                                                                                   |
| 60°0′ пд. ш. 18°0′ зх. д. / 60.000° пд. ш. 18.000° зх. д.  | Південний океан            |                                                                                   |
| 72°32′ пд. ш. 18°0′ зх. д. / 72.533° пд. ш. 18.000° зх. д. | Антарктида                 | Проходить через Землю Королеви Мод (претендує Норвегія)                           |